# NGC 7306
NGC 7306 é uma galáxia espiral (Sb) localizada na direcção da constelação de Piscis Austrinus. Possui uma declinação de -27° 14' 45" e uma ascensão recta de 22 horas, 33 minutos e 16,4 segundos.
A galáxia NGC 7306 foi descoberta em 30 de Julho de 1834 por John Herschel.